# Imanato de Futa Toro

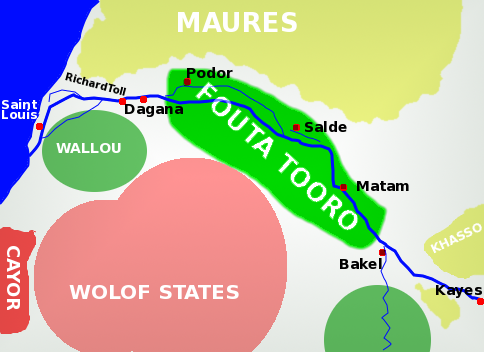
Futa Toro y sus vecinos alrededor de 1850.

El Imanato de Futa Toro (1776-1861) fue un estado teocrático de África Occidental formado por pueblos hablantes de fula (fulani y toucouleurs) centrado en el valle medio del río Senegal, en la región conocida como Futa Toro.

## Orígenes
Futa Toro es una franja de tierra agrícola a lo largo de ambos márgenes del río Senegal. Los pueblos de la región hablaban pulaar, un dialecto dentro del idioma fula, que se extendía por África Occidental desde Senegal hasta Camerún. Se identificaban con el idioma, por lo que se conocían como haalpulaar'en («los que hablan pulaar»). Los haalpulaar'en se conocen también en la actualidad como pueblo toucouleur, nombre derivado del antiguo estado de Takrur. Entre 1495 y 1776, el país fue parte del Reino de Denanke. Los líderes Deniankes eran un clan de fulanis no musulmanes que gobernó sobre la mayor parte de Senegal.
Un tipo de clérigos musulmanes llamados torodbe, aparentemente originarios de Futa Toro, se extendieron más tarde por los territorios fulanis. Dos de los clanes de torodbe en Futa Toro afirmaron ser descendientes de un pariente del siglo VII de uno de los discípulos de Mahoma, que formó parte de un grupo de invasores de Futa Toro. Los torodbe podrían haber sido ya un grupo diferenciado cuando los Denianke conquistaron Futa Toro.
En el último cuarto del siglo XVII, el reformista zuaya mauritano Nasr ad-Din lanzó una yihad para imponer la observancia religiosa en Futa Toro. Consiguió el apoyo de los clérigos torodbe contra los guerreros, pero en 1677 el movimiento había sido derrotado. Tras esta derrota, algunos de los torodbe migraron hacia el sur a Bundu, y algunos continuaron hasta Futa Yallon. Los granjeros de Futa Toro continuaron sufriendo ataques de los nómadas mauritanos. Durante el siglo XVIII creció el resentimiento entre las clases bajas, mayoritariamente musulmanas, ante la falta de protección contra estos ataques.

## Yihad

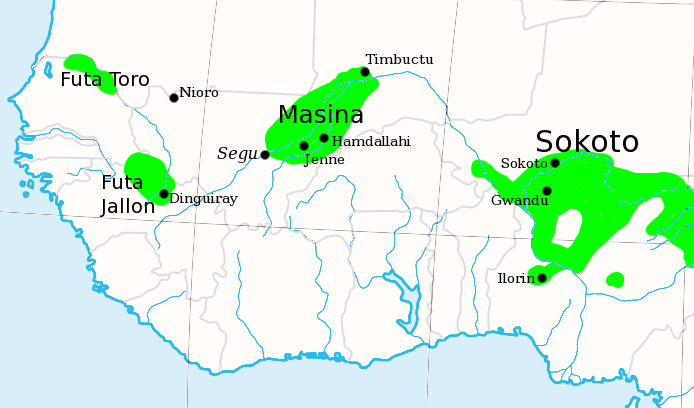
Los estados yihadistas fulani de África Occidental alrededor de 1830.

En 1726 o 1727, Karamoko Alfa lanzó una yihad en Futa Yallon hacia el sur, que llevó a la formación del Imamato de Futa Yallon. Esta fue seguida por una yihad en Futa Toro entre 1769 y 1776, dirigida por Sulayman Bal. En 1776, los torodbe depusieron a la dinastía Denianke gobernante. Sulayman murió en 1776 y fue sucedido por Abdul Kader, un maestro y juez que había estudiado en Cayor.
Abdul Kader se convirtió en el primer almami del teocrático Imamato de Futa Toro. Fomentó la construcción de mezquitas y llevó a cabo políticas agresivas hacia sus vecinos. Los torodbe prohibieron el comercio de esclavos en el río. En 1785, consiguieron un acuerdo con Francia para detener el comercio de esclavos musulmanes y pagar aranceles al estado. Abdul Kader venció a los emiratos de Trarza y Brakna en el norte, pero fue derrotado y capturado al intentar atacar los estados wólof de Cayor y Waalo alrededor de 1797. Tras su liberación, se perdió el ímpetu de la yihad. Para la muerte de Abdul Kader en 1806, el estado estaba dominado por unas pocas familias torodbe.

## Gobierno
El imamato estaba gobernado por un almami elegido entre un grupo de linajes con los conocimientos necesarios de los jefes locales llamados jaggorde o jaggordal. Existía un consejo electoral, formado por un núcleo fijo y una cantidad adicional de miembros variables. Dos familias eran elegibles para el puesto de almami: los Lih de Jaaba, en la provincia de Hebbiyaabe, y los Wan de Mbummba, en la provincia de Laaw. Se continuó eligiendo almamis en Futa Toro hasta mediados del siglo XIX, aunque el puesto se convirtió en ceremonial.
El imamato sobrevivió durante el siglo XIX aunque mucho más debilitado. El estado estaba gobernado oficialmente por el almami, aunque el control efectivo recaía en los jefes regionales de las provincias centrales, que poseían gran cantidad de tierras, seguidores y esclavos. La pugna entre varias coaliciones de electores y elegibles aceleró aún más el declive del imamato. A mediados del siglo XIX, Toro se vio amenazado por los franceses bajo la dirección de Louis Faidherbe. En ese momento el imamato estaba dividido en tres partes. La región central, en la que gobernaba el almami electo, estaba sujeta a un consejo de 18 electores. El oeste, la región de Toro, estaba administrada por el Lam-Toro, mientras que el este, llamado Futa Damga, estaba gobernado en teoría por un jefe llamado El-Feki, aunque en la práctica era solo una autoridad nominal.

## Colapso
El Hadj Umar Tall, un nativo de Toro, lanzó una yihad en 1852. Sus fuerzas lograron fundar varios estados desde Sudán al este de Futa Toro, pero los franceses, comandados por Louis Faidherbe, evitaron que anexionara Futa Toro a su imperio. Para conseguir sus objetivos, Umar reclutó tropas con intensidad en Senegambia, especialmente en su tierra nativa. El proceso de reclutamiento alcanzó su culmen en una campaña masiva en 1858 y 1859. Tuvo el efecto de socavar aún más el poder del almami. La autoridad de los jefes regionales, y en particular la de los electores, se vio comprometida mucho menos que la del almami. Algunos de estos líderes se hicieron totalmente independientes y lucharon contra los franceses y contra Umar Tall por su cuenta. Como resultado, el almami y los jefes empezaron a confiar cada vez más en el apoyo francés. Umar fue derrotado por los franceses en Médine en 1857, perdiendo el acceso a Futa Toro.
Futa Toro fue anexionado por Francia en 1859, aunque en la práctica había estado mucho tiempo en su esfera de influencia. En 1860, Umar firmó un tratado con los franceses por el que reconocía su supremacía en Futa Toro, mientras que los franceses reconocían la soberanía de Umar sobre Kaarta y Segú. En la década de 1860 el almami de Futa Toro era Abdul Boubakar, aunque su poder era nominal. En junio de 1864, los moros y el clan Booseya de Fula colaboraron para saquear barcazas comerciales que habían quedado varadas cerca de Saldé en el este, lo que llevó a fuertes represalias francesas contra ambos grupos.
En general, los franceses apoyaron a los caudillos, como Abdul Bokar Kan de Bossea, Ibra Wan de Laaw y Samba Umahani de Toro, cuando atacaron a caravanas en la región, ya que esperaban que esto desalentara la emigración al nuevo estado de Umar. El miedo a continuar la emigración musulmana, sin embargo, llevó a las autoridades militares a atacar a los restantes clientes de Francia en 1890. Abdul Bokar Kan huyó, pero fue asesinado en agosto de 1891 por bereberes en Mauritania. Tras ello, los franceses consolidaron su completo dominio de la región.